# Borga hage
Borga hage är ett naturreservat i Borgholms kommun i Kalmar län.
Området är naturskyddat sedan 1932 och är 163 hektar stort. Reservatet gränsar till Solliden och Borgholms slottsruin och består av tidigare betesmark som nu är bevuxen med ekar, almar och hassel. 
I naturreservatet finns resterna av Borgholms fyrplats. Fyrhuset byggdes 1865 och fungerade både som bostad och fyr. 1904 flyttades fyrhuset till Revsudden och den vitmålade fyren elektrifierades 1940. 1995 släckte Sjöfartsverket fyren.

## Bilder

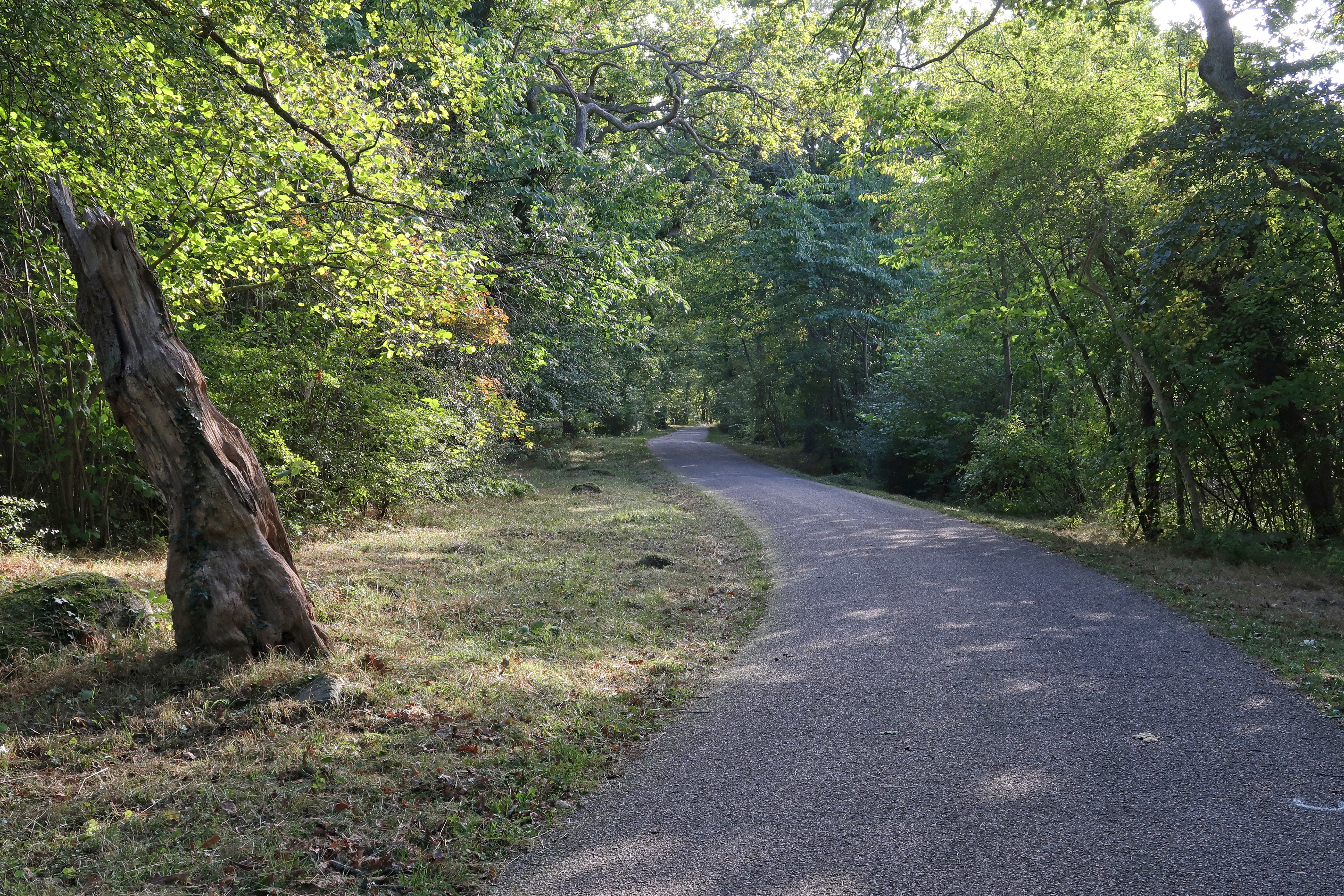
Prinsessan Estelles väg i Borga hage.
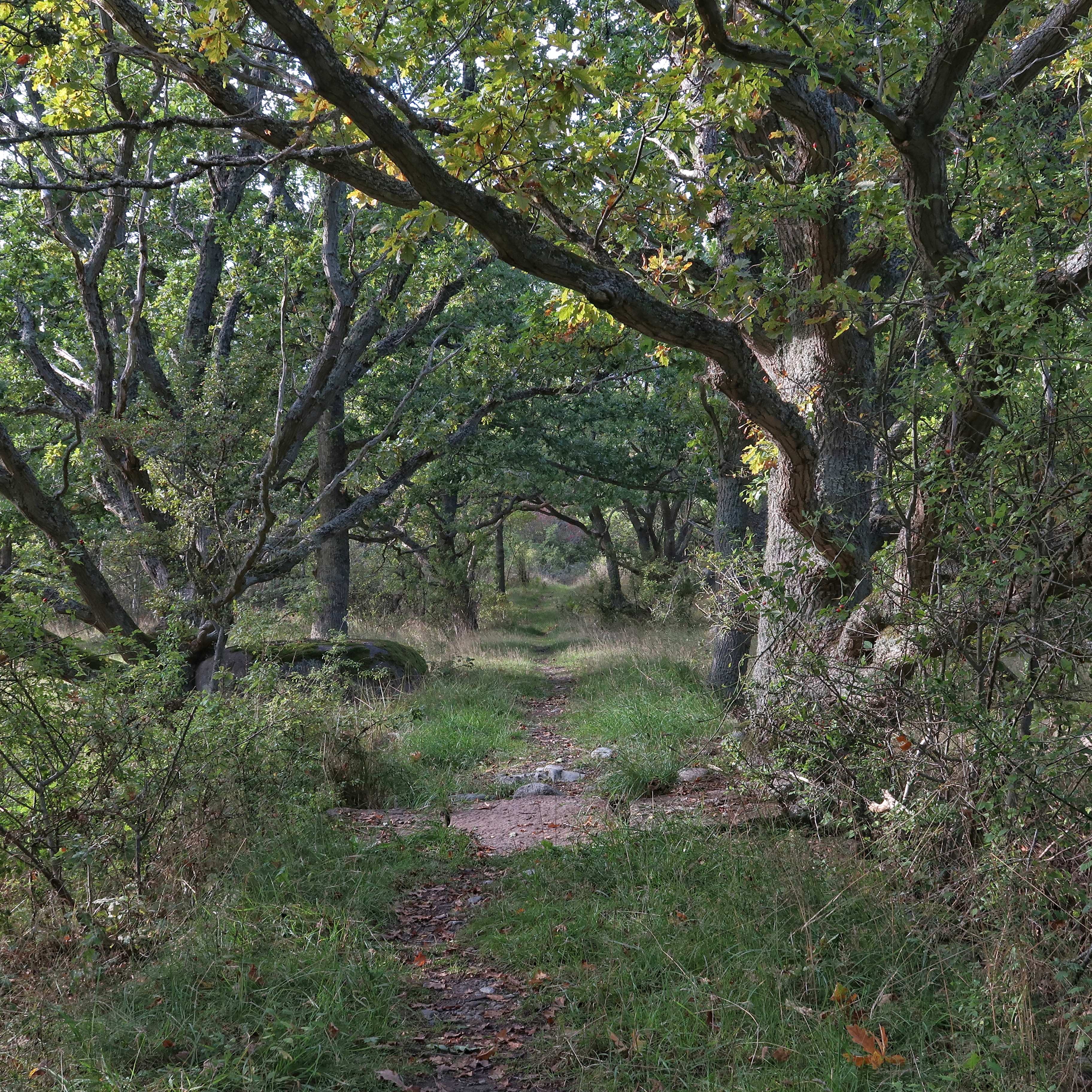
Stigen till Borgholms fyr.
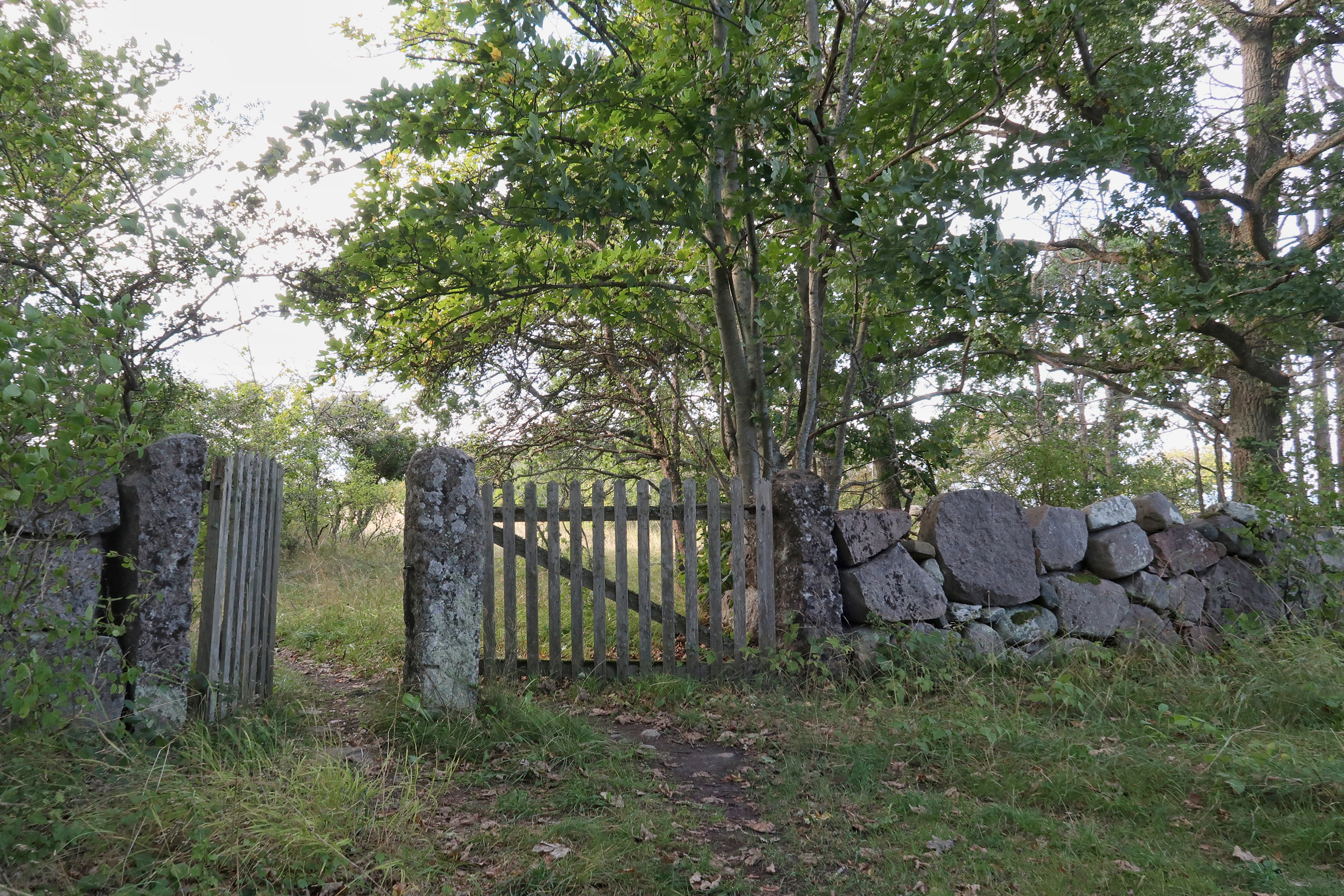
Grinden till Borgholms fyrplats.
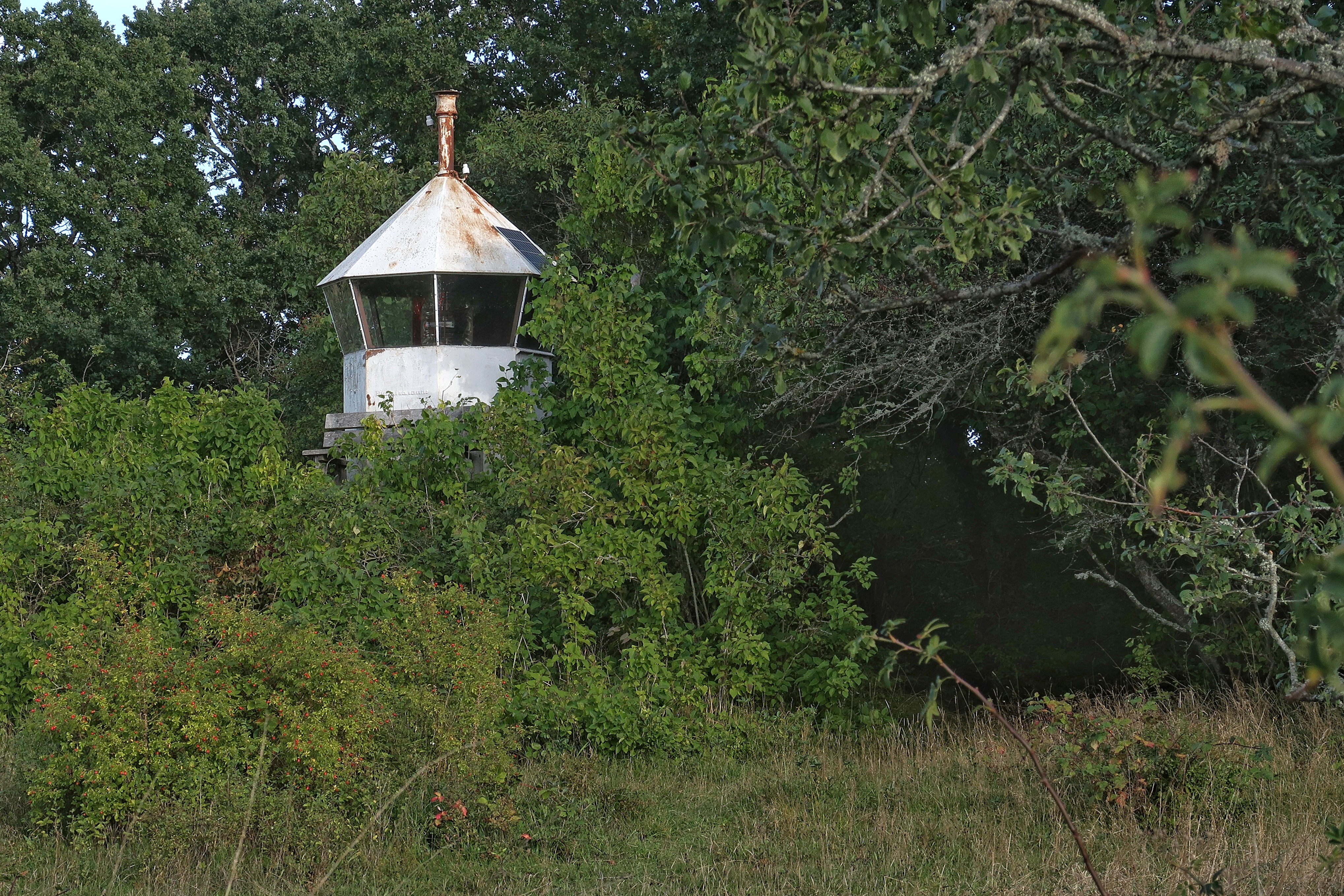
Borgholms fyr.
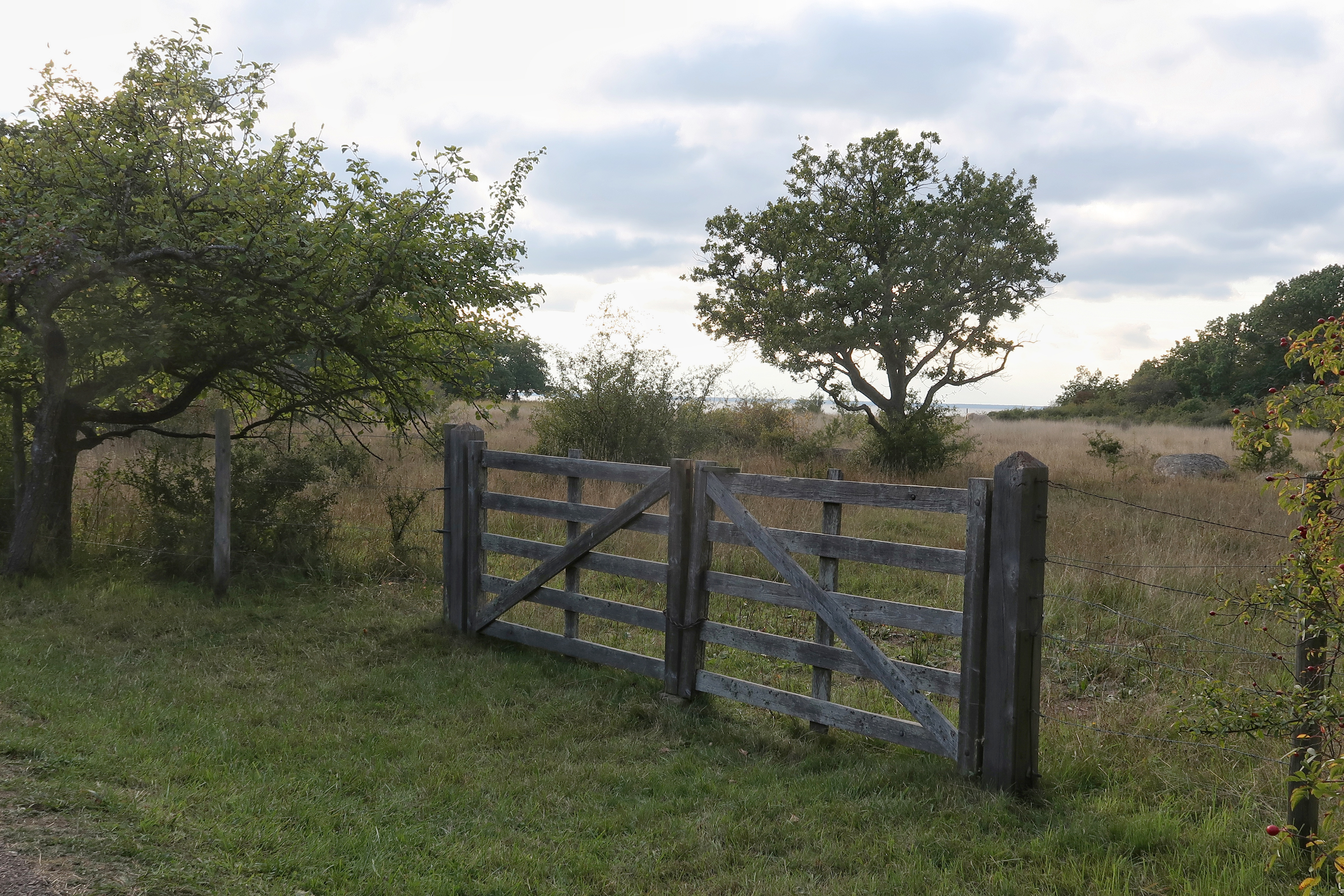
Grind i Borga hage.
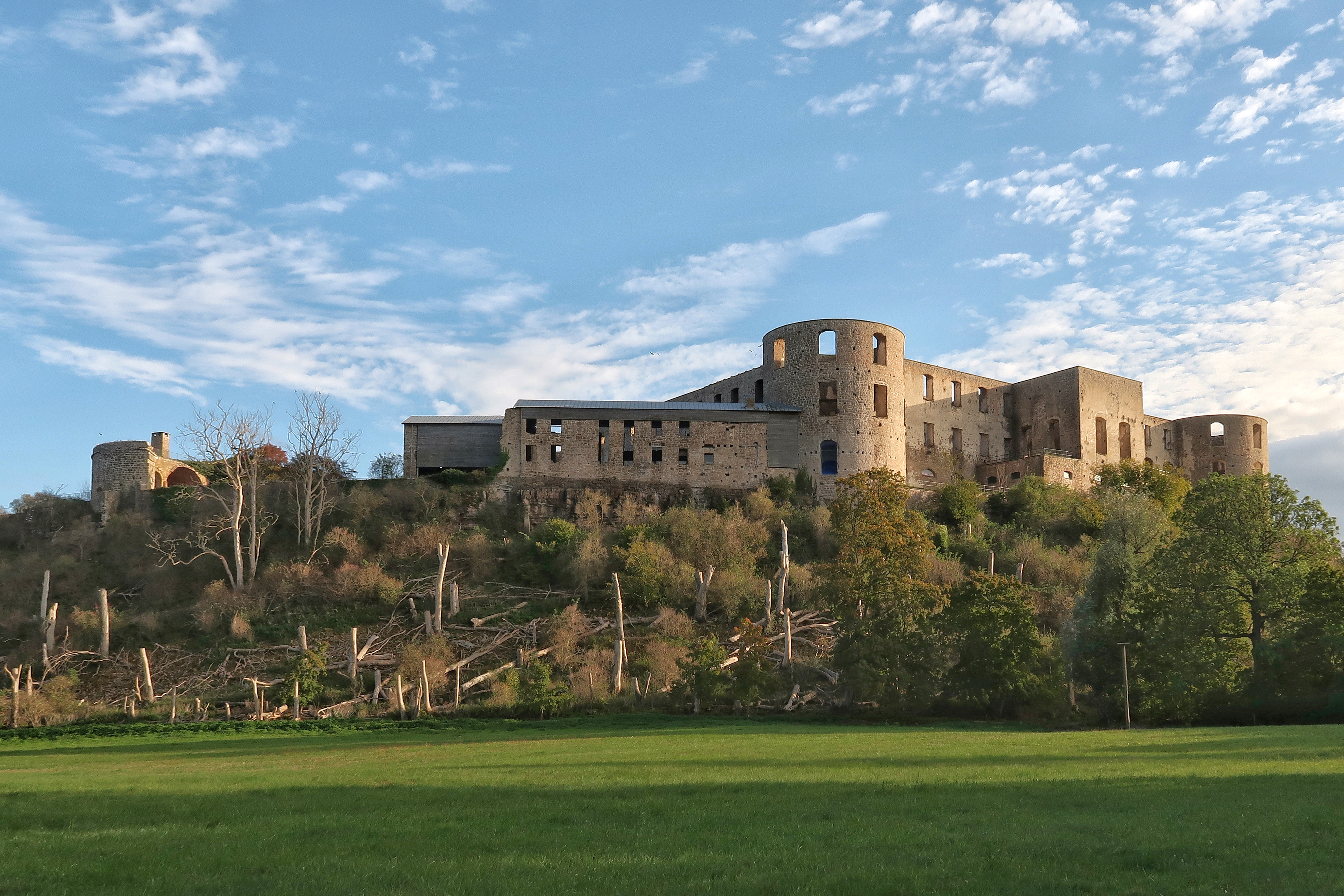
Borgholms slottsruin sedd från Borga hage.
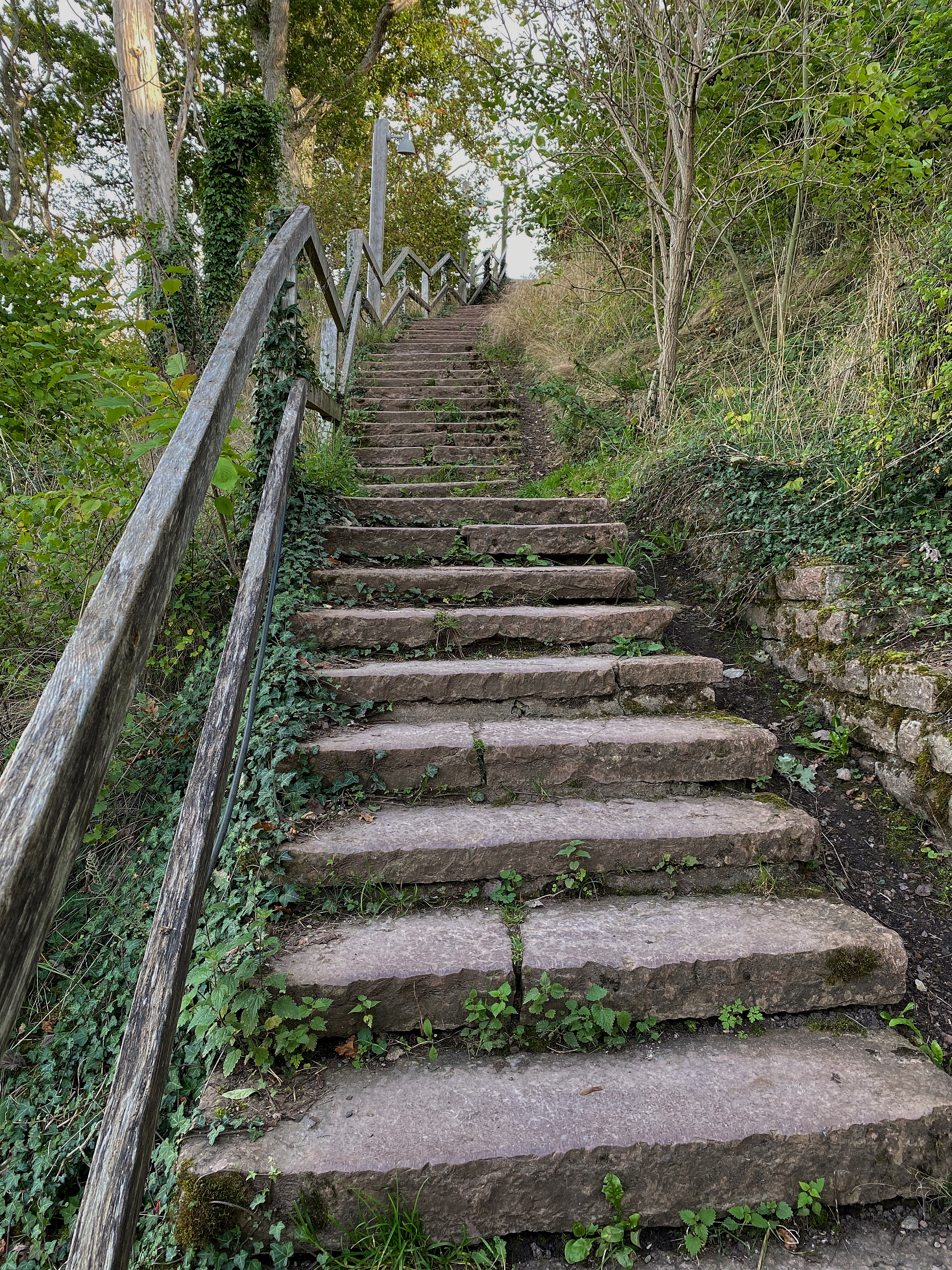
Garderobstrapporna Borga hage.